# Biznaguero
El biznaguero es el vendedor de biznagas, oficio típico malagueño, que se ha convertido en personaje representativo de esta ciudad española. Las biznagas están formadas por flores de jazmín clavadas en pencas secas, formando una forma semiesférica. Se venden por las calles y el auge de Málaga como destino turístico ha perpetuado esta figura. 

## El biznaguero en el arte
La estatua del Biznaguero es una escultura realizada por Jaime Fernández Pimentel en 1963 que se encuentra en los Jardines de Pedro Luis Alonso de esta ciudad española. Representa al personaje desempeñando este oficio vestido con el traje típico y portando en su mano izquierda los ramilletes de dichas flores y con su mano derecha se apoya la palma de su mano en su rostro, que mira al cielo.